# Дијего Веласкез (колонизатор)
Дијего Веласкез (шп. Diego Velázquez de Cuéllar; 1465–1529), шпански колонизатор, освајач и први гувернер Кубе.

## Биографија
Дијего Веласкез је дошао на Хиспаниолу са Колумбом на његовом другом путовању 1493. године. Уз подршку гувернера Хиспаниоле, против кога се убрзо побунио, опремио је војну експедицију и освојио Кубу (1511-1514), а потом постао њен први гувернер. Био је одговоран за организовање експедиција Франциска де Кордобе (1517), Хуана де Грихалве (1518), Ернана Кортеса (1519) и Панфила де Нарваеса (1528).
Након две неуспеле експедиције за колонизацију Јукатана (1517. и 1518), крајем 1518. одабрао је Ернана Кортеса за вођу треће експедиције на Јукатан, која је опремљена његовим средствима. Вођство експедиције најпре је понудио тројици својих рођака, који су га одбили, а за Кортеса се одлучио пошто је овај био ожењен његовом рођаком. 10. фебруара 1519. одлучио је да смени Кортеса, али га је овај предухитрио и запловио за Мексико. Пошто му је Веласкез одузео мандат за вођење експедиције, Кортес је 28. јуна 1519. на источној обали Јукатана основао нову колонију под именом Богато Село Правог Крста (шп. Villa Rica de la Veracruz), а градско веће нове колоније, састављено од његових властитих људи, поверило му је мандат за освајање Мексика и именовало га Врховним капетаном. Разгневљен Кортесовим одметањем, Веласкез је у мају 1520. опремио још већу експедицију под командом Панфила де Нарваеса и послао је у Мексико да ухапси Кортеса, але ове снаге је Кортес потукао у бици код Семпоаље (1520) и већину простих војника придобио на своју страну.